# Werner von der Schulenburg (1679-1755)
 Der er flere personer med dette navn, se Werner von der Schulenburg (1736-1810).
Werner lensgreve von der Schulenburg (3. juni 1679 på Apenburg – 7. september 1755) var officer, diplomat og overkrigssekretær.
Han hørte både på fædrene og mødrene side til slægten von der Schulenburgs yngre eller sorte linje; hans forældre var Dietrich Hermann von der Schulenburg til Apenburg osv. og Amalie von der Schulenburg, søster til Hans Georg von der Schulenburg, der også var i dansk tjeneste. Født 3. juni 1679 på Apenburg blev han, 17 år gammel, sendt til Universitetet i Utrecht, hvor han, fordi han havde udsigt til præbender ved domkapitlerne i Magdeburg og Halberstadt, måtte studere i 3 år. Andre 3 år tilbragte han på rejser i Italien, Frankrig og Nederlandene og bestemte sig så for soldaterstanden, idet han 1702 kapitulerede om et kompagni ved det dragonregiment, som oberst Jacob Peter Bonar oprettede for hertug Christian Ulrik af Württemberg-Oels, og som hørte til det danske auxiliærkorps i sømagternes tjeneste. Schulenburg var med ved Höchstedt, Ramillies, Oudenarde og Malplaquet. Han steg 1705 til major, 1709 til oberstløjtnant (året efter forsat til 5. jyske Rytterregiment), 1711 til karakteriseret oberst, 1713 til chef for ovennævnte dragonregiment, som samme år marcherede til Danmark og 1721 blev opløst; 1719 blev han generalmajor, 1722 hvid ridder.

## Diplomat i Versailles og militær karriere i Danmark
Schulenburg ægtede 5. januar 1723 Cathrine Margrethe f. von Brockdorff (1698-1775), datter af gehejmeråd Wolf von Brockdorff til Nør og enke efter Hieronymus von Thienen til Måslev. Det er rimeligt, at han i de nærmest følgende år har hørt til den kreds, som sluttede sig om kronprinsen, den senere Christian 6., og da denne 1730 havde besteget tronen, sendte han Schulenburg som sin repræsentant til hoffet i Versailles. Schulenburg var ikke nogen fremragende diplomat; hans depecher er talrige, men ikke indholdsrige, og skønt der i hans embedstid førtes meget vigtige forhandlinger mellem Danmark og Frankrig, blev han holdt ganske uden for disse. Intet Under derfor, at han ønskede igen at ombytte stillingen med en militær kommando i Danmark, og at man føjede ham deri (1739). Ved sin afgang blev han elefantridder; han havde fået titel af gehejmeråd (1731), generalløjtnant (1732) og general (1738) og derhos, skønt han var udenlands, 1735-38 beklædt posten som oberstløjtnant ved Hestgarden, hvis oberst kongen var. 1741 blev han dansk (titulær) lensgreve. Anledningen hertil var vistnok den, at han samme år med et korps på 6000 mand blev sendt til Hannover, som, da England under den østrigske Arvefølgekrig stod på Preussens side, var truet af et fransk indfald. Korpset var dog kun et halvt år borte og kom ikke til at løsne et skud.
Også under Frederik 5. modtog Schulenburg mange beviser på den kongelige nåde. Han fik 1747 rang med gehejmeråder i Konseillet, blev samme år på ny udnævnt til oberstløjtnant ved Hestgarden, 1748 til feltmarskal, 1750 til Ridder af l'union parfaite (1753 fik hans frue samme orden); endelig blev han 1753, trods sine 74 år, sat i spidsen for hærens styrelse som overkrigssekretær og præses i Landetatens Generalkommissariat. Hans virksomhed i denne stilling blev dog ikke lang. Han døde 7. september 1755, og de spor, den satte sig, var uden betydning.

## Godsejer
Schulenburg ejede 1722-30 halvparten af Grønholt i Svansen og fra 1740 en part af Friedrichsgabe Kog i Ditmarsken. Af Slægtens tyske lensgodser besad han Propstei Salzwedel og 2 tredjedele af Apenburg. Han efterlod 2 sønner, der blev her i landet. Den ældste, Wolf Diderik von der Schulenburg, var rytterofficer og steg til generalmajor; den anden, der også hed Werner von der Schulenburg, blev diplomat.